# Organe de Asamblare
Organe de Asamblare Brașov este o companie producătoare de șuruburi, lanțuri și arcuri din România.
Firma, listată pe piața Rasdaq a Bursei de Valori București, este controlată de SIF Transilvania, care deține 94% din acțiuni.
Cifra de afaceri în 2008: 12,5 milioane de lei